# 綾部市
綾部市（日语：／ Ayabe shi */?）為位於日本京都府北部的城市，為連接舞鶴、若狹、福知山、京都市的交通要道，由良川由東向西穿過主要市區。自古即以絲綢紡織業而聞名，北部區域則有被列為文化財產的黑谷和紙，日本的新興宗教大本教發源於此。

## 人口
| 綾部市人口分布圖 |                                               |  |
| 綾部市與日本全國年齡別人口分布比較圖 （2005年資料） | 綾部市的年齡、男女別人口分布圖 （2005年資料） |  |
| ■紫色是綾部市 ■綠色是全国 | ■藍色是男性 ■紅色是女性                       |  |
| 綾部市人口變化 \| 1970年 \| 44,983人 \| \| \| 1975年 \| 43,490人 \| \| \| 1980年 \| 42,552人 \| \| \| 1985年 \| 41,903人 \| \| \| 1990年 \| 40,595人 \| \| \| 1995年 \| 39,981人 \| \| \| 2000年 \| 38,881人 \| \| \| 2005年 \| 37,755人 \| \| \| 2010年 \| 35,836人 \| \| \| 2015年 \| 33,821人 \| \| \| 2020年 \| 31,846人 \| \| |                                               |  |
| 資料來源：日本總務省統計中心提供之人口普查數據 |                                               |  |
| 1970年 | 44,983人                                      |  |
| 1975年 | 43,490人                                      |  |
| 1980年 | 42,552人                                      |  |
| 1985年 | 41,903人                                      |  |
| 1990年 | 40,595人                                      |  |
| 1995年 | 39,981人                                      |  |
| 2000年 | 38,881人                                      |  |
| 2005年 | 37,755人                                      |  |
| 2010年 | 35,836人                                      |  |
| 2015年 | 33,821人                                      |  |
| 2020年 | 31,846人                                      |  |

## 歷史
在令制國時代屬於丹波國漢部鄉，直到江戶時代初期，漢字表記改使用相同發音的「綾部」。
江戶時代起，現在的主要市區區域屬於九鬼氏的綾部藩，東部大部分區域則分屬山家藩及幕府旗本藤掛氏的上林領；另有小部分區域屬於丹波柏原藩、園部藩、湯長谷藩。
1868年旗本上林領被劃入久美濱縣，1871年廢藩置縣後，其他區域分別隸屬綾部縣、山家縣、柏原縣、園部縣、湯長谷縣，但在同年內經過數次整併後，最終全數被併入京都府。
1889年實施町村制，現在的綾部市轄區在當時分屬何鹿郡綾部町、中筋村、吉美村、西八田村、東八田村、山家村、口上林村、以久田村、小畑村、物部村、志賀鄉村、中上林村、奧上林村、佐賀村。1950年代，這13個行政區劃先後合併為現在的綾部市。

### 變遷表
| 1889年4月1日 | 1889年 - 1926年 | 1926年 - 1944年 | 1945年 - 1954年           | 1945年 - 1954年           | 1955年 - 1988年            | 1989年 - 现在 | 现在   |
| ------------ | --------------- | --------------- | ------------------------- | ------------------------- | -------------------------- | ------------- | ------ |
| 綾部町       | 綾部町          | 綾部町          | 綾部町                    | 1950年8月1日 綾部市       | 1950年8月1日 綾部市        | 綾部市        | 綾部市 |
| 中筋村       |                 |                 |                           | 1950年8月1日 綾部市       | 1950年8月1日 綾部市        | 綾部市        | 綾部市 |
| 吉美村       |                 |                 |                           | 1950年8月1日 綾部市       | 1950年8月1日 綾部市        | 綾部市        | 綾部市 |
| 西八田村     |                 |                 |                           | 1950年8月1日 綾部市       | 1950年8月1日 綾部市        | 綾部市        | 綾部市 |
| 東八田村     |                 |                 |                           | 1950年8月1日 綾部市       | 1950年8月1日 綾部市        | 綾部市        | 綾部市 |
| 山家村       |                 |                 |                           | 1950年8月1日 綾部市       | 1950年8月1日 綾部市        | 綾部市        | 綾部市 |
| 口上林村     |                 |                 |                           | 1950年8月1日 綾部市       | 1950年8月1日 綾部市        | 綾部市        | 綾部市 |
| 以久田村     | 以久田村        | 以久田村        | 以久田村                  | 1949年7月1日 改名為豐里村 | 1955年4月10日 併入綾部市   | 綾部市        | 綾部市 |
| 小畑村       | 小畑村          | 小畑村          | 1949年7月1日 併入以久田村 | 1949年7月1日 改名為豐里村 | 1955年4月10日 併入綾部市   | 綾部市        | 綾部市 |
| 物部村       |                 |                 |                           |                           | 1955年4月10日 併入綾部市   | 綾部市        | 綾部市 |
| 志賀鄉村     |                 |                 |                           |                           | 1955年4月10日 併入綾部市   | 綾部市        | 綾部市 |
| 中上林村     |                 |                 |                           |                           | 1955年4月10日 併入綾部市   | 綾部市        | 綾部市 |
| 奧上林村     |                 |                 |                           |                           | 1955年4月10日 併入綾部市   | 綾部市        | 綾部市 |
| 佐賀村       | 佐賀村          | 佐賀村          | 佐賀村                    | 佐賀村                    | 1956年9月30日 併入綾部市   | 綾部市        | 綾部市 |
| 佐賀村       | 佐賀村          | 佐賀村          | 佐賀村                    | 佐賀村                    | 1956年9月30日 併入福知山市 |               |        |

## 交通
綾部車站為轄內的主要車站，為西日本旅客鐵道山陰本線及舞鶴線的交會車站，由於由京都開往福知山車站福知山方向及舞鶴方向的特級列車都會串聯再一起行駛，直到綾部車站才分開，分別駛往福知山和舞鶴方向。
公路則有舞鶴若狭自動車道及京都縱貫自動車道分別以南北方向穿過轄內，並在轄內交會。

### 鐵路
- 西日本旅客鐵道
  - 山陰本線：（←京丹波町） - 山家車站 - 綾部車站 - 高津車站 - （福知山市→）
  - 舞鶴線：綾部車站 - 淵垣車站 - 梅迫車站 -（舞鶴市）

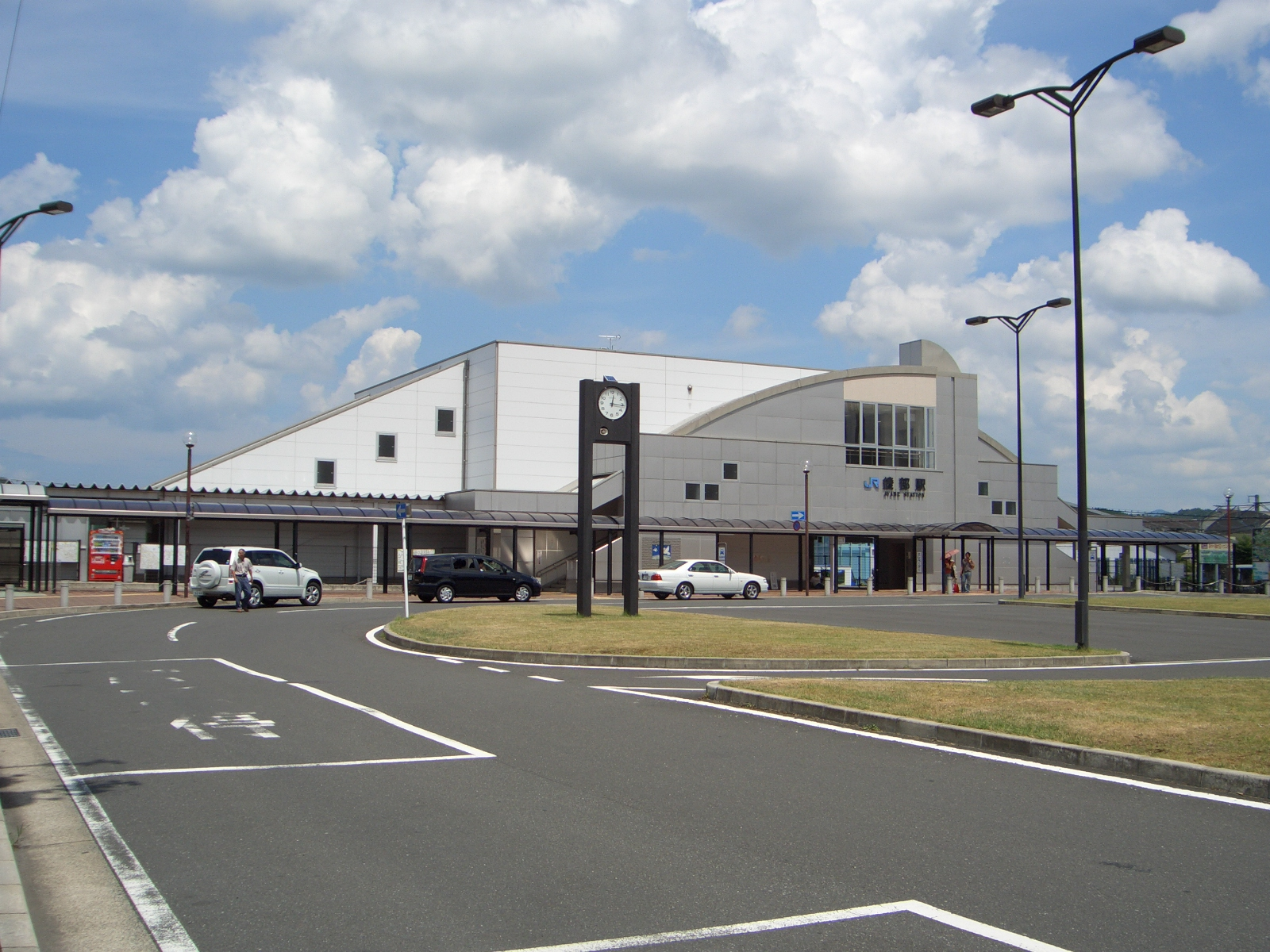
綾部車站
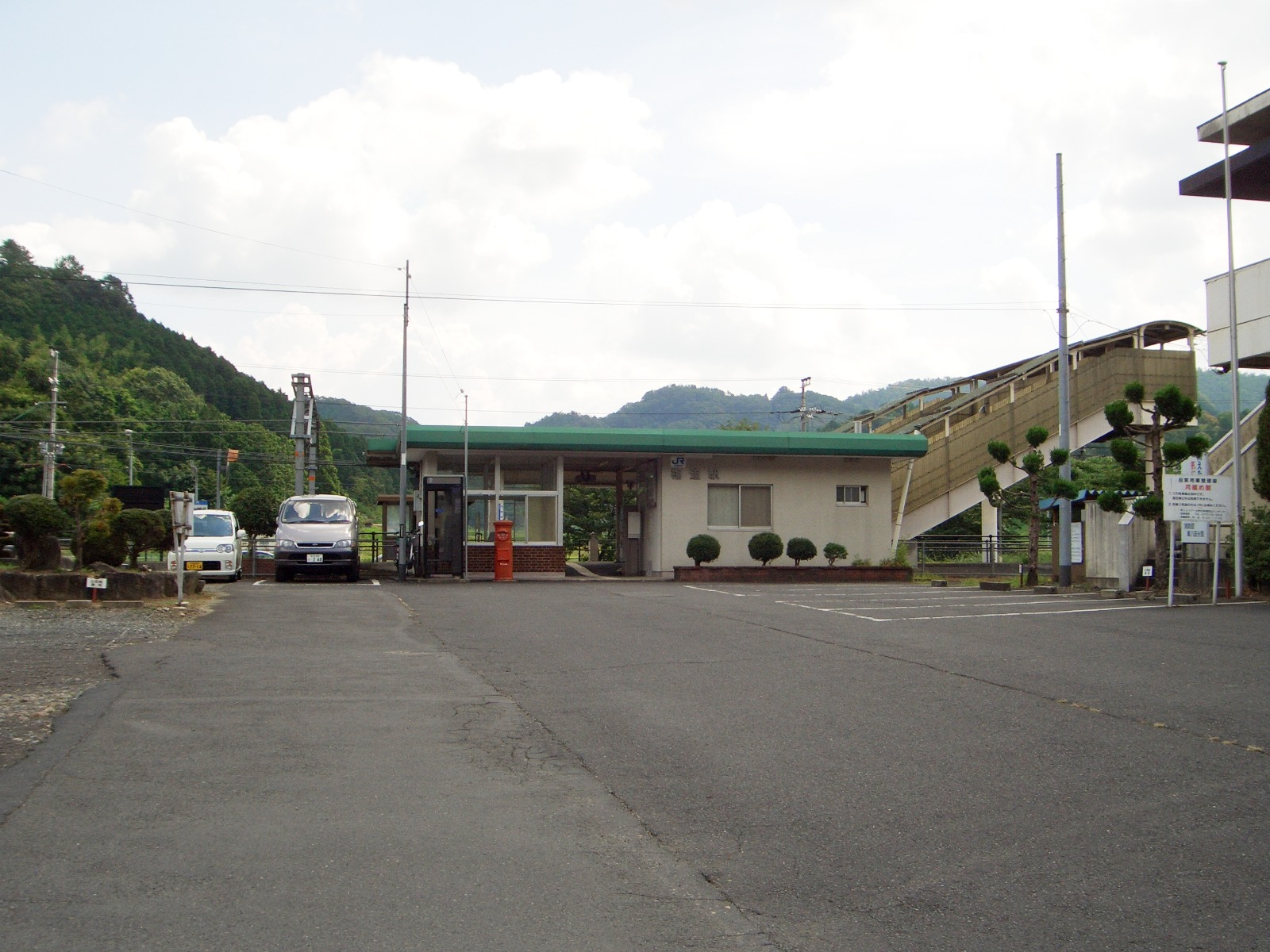
梅迫車站

### 公路
- 舞鶴若狭自動車道：（福知山市） - 綾部交流道 - 綾部系統交流道 - 綾部休息區 - （舞鶴市）
- 京都縱貫自動車道：（舞鶴市） - 綾部系統交流道 - 綾部安國寺交流道 - （京丹波町）

## 友好城市
- 中华人民共和国苏州

## 本地出身之名人
- 細野豪志：政治人物
- 大島祐哉：桌球選手

## 外部連結
- （日語） 綾部市政府的Facebook專頁
- （日語） 綾部市觀光導航 （页面存档备份，存于）
  - （繁體中文） 綾部市觀光導航 （页面存档备份，存于）